# Apremont, Ain
Apremont är en kommun i departementet Ain i östra Frankrike. Kommunen ligger  i kantonen Nantua som ligger i arrondissementet Nantua. Kommunens areal är 14,57 km². År 2022 hade Apremont 399 invånare.

## Befolkningsutveckling
Antalet invånare i kommunen Apremont
Referens: INSEE